# وی (مجله)
وی عنوان مجله‌ای است آمریکایی که از سال ۱۹۹۹ منتشر می‌شود. این نشریه در رابطه با مد نو پوشاک، موسیقی متن فیلم و هنر می‌باشد. نسخه مردانه این مجله با نام وی‌من (VMAN) نیز هر سه ماه یک بار منتشر می‌گردد.

## روی جلد
تاکنون ستاره‌هایی مثل اورلاندو بلوم، دمی مور، بیانسه، آدریانا لیما، سلما هایک، کانیه وست، نیکی میناژ، جنیفر کانلی، کیرستن دانست، داکوتا فانینگ، ناتالی پورتمن، دیوید بکهام، ویکتوریا بکهام، جیمز فرانکو، بریتنی اسپیرز، لیدی گاگا، کامرون دیاز، گوئینت پالترو و گوئن استفانی بر روی جلد مجله ظاهر شده‌اند.